# Боллоре, Венсан
Венсан Боллоре (родился 1 апреля 1952 г.) — французский бизнесмен-миллиардер. Председатель и генеральный директор инвестиционной группы Bolloré. По состоянию на сентябрь 2021 года его личный капитал оценивается в 9 миллиардов долларов США.

## Ранние годы
Боллоре родился в Булонь-Бийанкур. Он учился в Лицее Жансон-де-Сайи, получил степень в области бизнеса в Университете Западный Париж — Нантер-ля-Дефанс. Начал карьеру в качестве стажёра в инвестиционном банке у Эдмона де Ротшильда.

## Карьера
Собственная инвестиционная карьера Боллоре началась, когда он возглавил семейный конгломерат Bolloré, который занимается морскими перевозками и африканской торговлей, а также производством бумаги (папиросной и библейской бумаги). В Bolloré работает 33 000 человек по всему миру. Венсан Боллоре является известным во Франции корпоративным рейдером, которому удалось заработать деньги, приобретая крупные пакеты акций французских компаний, зарегистрированных на бирже, в частности строительной группы Bouygues, откуда он ушёл со значительным приростом капитала после борьбы за власть. Аналогичный шаг Боллоре предпринял с французской компанией видеоигр Ubisoft, владея примерно 27 % акций компании в 2016 году, до того, как президент Ubisoft Ив Гийемо провёл сделку, создав коалицию Tencent Games, среди других компаний, для выкупа акций Боллоре примерно за 2,45 млрд долларов.
В конце 2004 года инвестиционная группа начала приобретать долю в рекламной группе Havas, став её крупнейшим акционером. Боллоре устроил переворот и сменил Алена де Пузильяка на посту генерального директора в июле 2005 года. Через свою семейную компанию он расширил свои медиа-интересы, запустив телевизионную станцию Direct 8. К концу 2005 года он начал приобретать долю в независимой британской группе планирования и закупки средств массовой информации Aegis. По состоянию на июль 2006 года его доля в Aegis составляла 29 %. Direct Soir, бесплатная газета, была запущена в июне 2006 года. В январе 2008 года Боллоре проявил интерес к тому, чтобы стать акционером известного, но проблемного итальянского производителя автомобилей Pininfarina. В 2014 году, будучи президентом Vivendi, он решил инвестировать в итальянскую телекоммуникационную компанию Telecom Italia и в итальянскую телекомпанию Mediaset, контролируемую холдинговой компанией семьи Берлускони Fininvest.
Bolloré Group также занимает важные позиции в экономике нескольких бывших французских колоний в Африке (в частности, Кот-д’Ивуар, Габона, Камеруна и Республики Конго). 24 апреля 2018 года Боллоре был взят под стражу для дачи показаний относительно предполагаемой связи между дисконтными ставками на политические консультации (через Havas) и портовыми концессиями в Ломе (Того) и Конакри (Гвинея). Впоследствии ему было предъявлено обвинение в «подкупе иностранных агентов», «фальсификации документов» и «соучастии в злоупотреблении доверием». Если его вина будет доказана, ему грозит максимальный штраф в размере 1 миллиона евро и лишение свободы на срок до 10 лет.
В результате IPO Universal Music Group на Euronext Amsterdam Боллоре теперь владеет 18 % акций UMG.

## Личная жизнь
У него четверо детей от первого союза: Себастьен, Янник, Сирил и Мари, и он усыновил одного ребёнка во время нынешнего союза. Женат на Анаис Жаннере, французской писательнице.
По данным Bloomberg, он занимает 499-е место в списке самых богатых людей мира с предполагаемым состоянием в 5,27 миллиардов долларов США.
Боллоре является близким другом бывшего президента Франции Николя Саркози. Говорят, что их дружба длится более 20 лет. Саркози подвергался критике за то, что согласился на отпуск от Боллоре, как и президент Жорж Помпиду, с его отцом, Мишелем Боллоре. Они оба заявили, что никакого конфликта интересов не существует.

## Взаимодействие со СМИ
Венсан Боллоре уже несколько лет вкладывает огромные средства в средства массовой информации. Он является основным акционером медиа-группы Vivendi, которой принадлежит 18 % акций Universal Music Group, а также многочисленных телеканалов и газет. В 2022 году он также купил крупнейшую частную радиостанцию во Франции Europe 1 к президентским выборам 2022 года во Франции.
Летом 2023 г. заключил соглашение о покупке медиахолдинга Lagardère.